# Agente Blanco

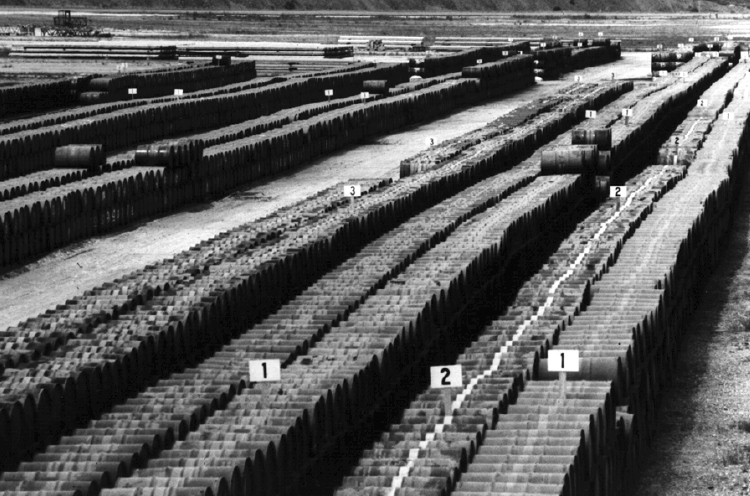
Herbicidas retirados de Vietnam almacenados en Gulfport (EE.UU) alrededor de 1971

El Agente Blanco es el nombre en clave utilizado por el ejército de Estados Unidos para identificar uno de los principales herbicidas utilizados por este país en la guerra de Vietnam. El nombre proviene de los requisitos reglamentarios para identificar a los diversos herbicidas, que consistían en pintar rayas de colores sobre los contenedores. Los fabricantes utilizaban este sistema de colores, previamente establecido por el gobierno de Estados Unidos, para que durante el envío y uso fueran fácilmente identificables. El uso de este químico se inspiró en el empleo que los británicos habían hecho de herbicidas y defoliantes durante la «Emergencia Malaya» y fue parte de los llamados «herbicidas arcoíris».
El Agente Blanco era una mezcla en proporción 4:1 de ácido 2,4-diclorofenoxiacético y picloram. No contenía dioxina, al contrario que otros herbicidas como el Agente Naranja y su fabricante fue Dow Chemical, empresa que poseía la patente del producto. Se empleó principalmente como sustituto del Agente Naranja cuando este no estaba disponible, especialmente durante los meses posteriores a abril de 1970, cuando la producción de Agente Naranja se detuvo. Fue el segundo herbicida más utilizado por Estados Unidos durante la guerra de Vietnam, solo detrás del Agente Naranja, con el empleo de aproximadamente 20,5 millones de litros entre 1966 y 1971. El ejército de Estados Unidos también probó el Agente Blanco, el Tordon 101 y el picloram en diferentes concentraciones en sitios de prueba ubicados en EE.UU y Puerto Rico en la década de 1960.
Dow AgroSciences, filial de Dow Chemical, comercializa para uso civil el «Tordon 101», un producto muy similar que contiene en distinta proporción los mismos químicos que el Agente Blanco.